# 步昌乡
步昌乡是中国陕西省渭南市大荔县下辖的一个乡。

## 行政区划
步昌乡下辖以下行政区：
步一村、步二村、步三村、小坡村、上鲁村、下鲁村、南湾村、伏坡村、安昌村、阿毗村、保安村、新豫村